# Nicola Legrottaglie
Nicola Legrottaglie (Gioia del Colle, Provincia de Bari, Italia; 20 de octubre de 1976) es un exfutbolista y entrenador italiano que se desempeñaba en la posición de defensa central. Desde 2020 se encuentra sin club tras dejar el Delfino Pescara 1936 de la Serie C italiana.

## Trayectoria
Empezó su carrera con el Bari en 1994 antes de ser transferido al Pistoiese y luego al Prato. En 1998, fue fichado por el ChievoVerona y luego por el Modena en el año 2000, antes de regresar al ChievoVerona en 2001. En el año 2003 fue fichado por la Juventus, para jugar la temporada 2003-04, consiguiendo anotar 2 goles en 21 partidos. Pero el nuevo entrenador Fabio Capello no lo tomaba muy en cuenta y Legrottaglie tuvo que ser cedido en préstamo al Bologna en el 2005. Después de eso regresó a la Juventus, solo para ser prestado al Siena para la temporada 2005-06. Cuando la Juventus fue descendido a Serie B buscaron jugadores experimentados, es por eso que Legrottaglie regresó al equipo hasta conseguir el ascenso a Serie A.
En la temporada 2007-08, Legrottaglie empezó en el banco de suplentes. Sin embargo, después de la lesión sufrida por Jorge Andrade, fue ascendido al equipo titular que enfrentó al Reggina Calcio el 26 de septiembre. Su contrato fue firmado originalmente hasta el verano de 2008, sin embargo en octubre de 2007, le fue otorgado una extensión de 2 años más, es decir hasta el verano de 2010. El 31 de enero de 2011 fue adquirido por el A. C. Milan, con el que firmó un contrato hasta el 30 de junio de 2011, con opción a una temporada más. El 24 de agosto de 2011 fue fichado por el Calcio Catania con quien firmó un contrato de dos años.

## Selección nacional
Ha sido internacional con la selección de fútbol de Italia en 16 ocasiones y ha marcado un gol. Debutó el 20 de noviembre de 2002, en un encuentro amistoso ante la selección de Turquía que finalizó con empate 1-1.

## Clubes
| Club                    | País   | Año       |
| ----------------------- | ------ | --------- |
| A. S. Bari              | Italia | 1994-1996 |
| A. C. Pistoiese         | Italia | 1996-1997 |
| A. C. Prato             | Italia | 1997-1998 |
| A. C. ChievoVerona      | Italia | 1998-2003 |
| A. C. Reggiana (cedido) | Italia | 2000      |
| Modena F. C. (cedido)   | Italia | 2000-2001 |
| Juventus                | Italia | 2003-2011 |
| Bologna (cedido)        | Italia | 2005      |
| A. C. Siena (cedido)    | Italia | 2005-2006 |
| Milan                   | Italia | 2011      |
| Calcio Catania          | Italia | 2011-2014 |

## Palmarés

### Campeonatos nacionales
| Título              | Club         | País   | Año     |
| ------------------- | ------------ | ------ | ------- |
| Serie C             | Modena F. C. | Italia | 2000-01 |
| Supercopa de Italia | Juventus     | Italia | 2003    |
| Serie B             | Juventus     | Italia | 2006-07 |
| Serie A             | Milan        | Italia | 2010-11 |